# Андон Иванов Терзиев
Вижте пояснителната страница за други личности с името Антон Терзиев.
Андон Иванов Терзиев е български революционер, деец на Вътрешната македоно-одринска революционна организация.

## Биография
Андон Терзиев е роден в Боймица, тогава в Османската империя. Присъединява се към ВМОРО и влиза в четата на братовчед си Апостол Петков. През 1904 година е десетар на четата и в отсъствието на Апостол Петков пленява и екзекутира дееца на гръцката въоръжена пропаганда в Македония Янис Пицулас край Гумендже. Според гръцки източник четата е разбита на 26 декември 1904 година край Петрово от андартската чета на Георги Сидер. При сражението са пленени 12 българи, но в последвало сражение с турски аскер на 27 декември всички са арестувани.
След голямото сражение на четите на Апостол Петков и Сава Михайлов при Смол на 1 март 1905 година Андон Терзиев и Тано Тумбенчето се заемат с пренасянето на четническите материали във вътрешността на Македония. Убити са през април 1905 година в Църна река. Четникът на Апостол войвода, Пено Педанов тръгва от Ениджевардарското езеро в помощ на Андон Терзиев, но не успява да го настигне и също е открит от войска край Кушиново и загива в сражение заедно с Иван Летата и Ичко Солунчев.